# Чепеларе (община)
Община Чепеларе се намира в Южна България и е една от съставните общини на област Смолян.

## География

### Географско положение, граници, големина
Общината се намира в северната част на област Смолян. С площта си от 365,44 km2 е 3-та по големина сред 10-те общини на областта, което съставлява 11,45% от територията на областта. Границите ѝ са следните:
- на юг – община Смолян
- на запад – община Девин;
- на север – община Родопи и община Асеновград, област Пловдив;
- на изток – община Лъки, област Пловдив.

### Природни ресурси

#### Релеф
Релефът на общината е средно- и високопланински, като заема централните части на Западните Родопи.
От юг на север, по цялото протежение на общината, в дълбока долина протича Чепеларска река. От двете ѝ страни са издигат два високи планински хребета, части на Западните Родопи. На запад от долината ѝ в територията на общината попадат източните части на дългия и мощен хребет Чернатица. Неговото било следва границите с общините Смолян и Девин и по него са разположени най-високите му върхове: Карабалкан (1958,6 m), Голям Персенк (2094,5 m), най-високата точка на общината и Малък Персенк (2073,9 m). От главното му било на североизток и изток, между левите притоци на Чепеларска река се спускат дълги тесни ридове със стръмни склонове.
В северната част на общината, северно от река Орешица (ляв приток на Чепеларска река), в посока запад-изток се простират южните склонове на Белочерковския рид, североизточно продължение на рида Чернатица. На границата с община Родопи се издига най-високата му точка връх Свети Илия 1705,4 m.
Източно от долината на Чепеларска река в пределите на община Чепеларе попадат западните части на Радюва планина. Нейната максимална височина, връх Тузлата (1891 m) е на около 3 km източно от село Богутево.
Североизточно от село Хвойна, на границата с община Асеновград, в коритото на Чепеларска река се намира най-ниската точка на общината – 656 m н.в.

#### Води
От юг на север, по цялото протежение на общината, с горното и част от средното си течение протича Чепеларска река (десен приток на Марица). Тя води началото си от 1550 m н.в. в курорта „Пампорово“. От извора си до село Хвойна тече на север, след което завива на североизток и навлиза в община Асеновград. По цялото си протежение в общината тече в тясна, дълбока и красива долина, по която има две малки долинни разширения – в районите на град Чепеларе и село Хвойна. основни нейни притоци на територията на община Чепеларе са реките: Янчова (десен), Сивковска (ляв), Вълчидол (ляв), Лопухска (десен), Богутевска (десен), Куцева (десен), Забърдовска (ляв), Селското дере (десен) и Орешица (ляв).

## Население

### Етнически състав (2011)
Численост и дял на етническите групи според преброяването на населението през 2011 г.:
|                     | Численост | Дял (в %) |
| Общо                | 7720      | 100,00    |
| Българи             | 6466      | 83,76     |
| Турци               | 10        | 0,13      |
| Цигани              | 3         | 0,04      |
| Други               | 16        | 0,21      |
| Не се самоопределят | 74        | 0,96      |
| Неотговорили        | 1151      | 14,91     |

### Движение на населението (1934 – 2021)
| Община Чепеларе                               | Община Чепеларе | Община Чепеларе | Община Чепеларе | Община Чепеларе | Община Чепеларе | Община Чепеларе | Община Чепеларе | Община Чепеларе | Община Чепеларе | Община Чепеларе | Община Чепеларе |
| --------------------------------------------- | --------------- | --------------- | --------------- | --------------- | --------------- | --------------- | --------------- | --------------- | --------------- | --------------- | --------------- |
| Година                                        | 1934            | 1946            | 1956            | 1965            | 1975            | 1985            | 1992            | 2001            | 2011            | 2021            |                 |
| Население                                     | 11443           | 11926           | 11785           | 11107           | 11801           | 11073           | 10555           | 6232            | 7720            | 5943            |                 |
| Източници: Национален Статистически Институт, |                 |                 |                 |                 |                 |                 |                 |                 |                 |                 |                 |

### Населени места
Общината има 13 населени места с общо население от 5943 жители към 7 септември 2021 г.
| Населено място | Население (2021 г.) | Площ на землището km2 | Забележка (старо име)              | Населено място | Население (2021 г.) | Площ на землището km2 | Забележка (старо име)                     |
| -------------- | ------------------- | --------------------- | ---------------------------------- | -------------- | ------------------- | --------------------- | ----------------------------------------- |
| Богутево       | 142                 | 44,776                |                                    | Острица        | 22                  | -                     | в з-щето на с. Богутево                   |
| Дряновец       | 1                   | -                     | в з-щето на с. Богутево            | Павелско       | 526                 | 59,200                |                                           |
| Забърдо        | 271                 | 33,398                | Чукур кьой                         | Проглед        | 54                  | 13,084                | Стамболово                                |
| Зорница        | 12                  | 18,247                | Гюндюзица                          | Студенец       | 9                   | -                     | Савтъще, Владиково, в з-щето на с. Малево |
| Лилеково       | 30                  | -                     | Харделово, в з-щето на с. Богутево | Хвойна         | 335                 | 26,895                |                                           |
| Малево         | 87                  | 38,943                |                                    | Чепеларе       | 4300                | 73,861                |                                           |
| Орехово        | 154                 | 57,036                | Оряхово                            | ОБЩО           | 5943                | 365,440               | 4 населени места са без землища           |

## Административно-териториални промени
- през 1895 г. – преименувано е с. Стамболово на с. Проглед без административен акт;
- МЗ № 2820/обн. 14.08.1934 г. – преименува с. Асанско селище на с. Асенец;

– преименува с. Савтъще на с. Владиково;
– преименува с. Чукур кьой на с. Забърдо;
– преименува с. Гюндюзица на с. Зорница;
– преименува с. Харделово на с. Лилеково;
- Указ № 557/обн. 23.11.1951 г. – преименува с. Владиково на с. Студенец;
- Указ № 546/обн. 15.09.1964 г. – признава село Чепеларе за град;
- Указ № 881/обн. 30.11.1965 г. – заличава с. Асенец поради изселване;
- Указ № 960/обн. 4.01.1966 г. – уточнява името на с. Оряхово на с. Орехово;
- Указ № 3005/обн. 09.10.1987 г. – отделя селата Малево, Орехово, Павелско, Студенец и Хвойна и техните землища от бившата община Хвойна и ги присъединява към община Чепеларе;
- На основание §7 (т.3) от Закона за административно-териториалното устройство на Република България (ДВ, бр. 63/1995 г.) всички махали, колиби, гари, минни и промишлени селища придобиват статут на села.

## Природни и исторически забележителности
- Резерват „Момчиловски дол“ край к.к. Пампорово – първична черноборова гора.
- Скален феномен „Чудните мостове (Еркюприя)“ до село Забърдо – три естествени моста върху малката река Айдарско дере, оформящи един от най-забележителните природни феномени в Родопите.
- Водопад „Скакалото“ – до село Орехово, на 20 минути път пеша от селото, в скалната ниша под водопада до късно лято се намират ледени кристали.
- Скален феномен „Дуплево“ – на 15 минути път пеша от село Орехово – неповторим скален ансамбъл от пещера, пред която живописно всяка пролет излива пенливите си води красив водопад. На върха на скалата в кръгли дупки, на отвесната каменна стена вият гнезда диви лястовици.
- Скален феномен „Костен Камък“ – скална ниша, посестрима на Чудните мостове. Величието на неповторимата красота на Костен камък може да се усети само, ако мине през сърцето на посетителя. Намира се на 1,20 минути път пеша от село Орехово.
- „Куцинско блато“ – естествено находище на родопски крем, включен в Червената книга.

На територията на община Чепеларе има останки от 4 крепости, някои от които са от около V-I век пр. Хр. Всички те са се използвали до падането на Родопите под османска власт.

## Паметници на културата
На територията на община Чепеларе има 61 паметника на културата, от които 17 са обявени за паметници на културата, а останалите 44 са само декларирани за такива. Три от обявените паметници на културата са с национално значение, 2 за сведение, а другите 12 с местно значение. От декларираните паметници на културата 3 са с национално значение, 1 за сведение и 40 с местно значение.
На територията на общината има 8 църкви, като 5 от тях са декларирани за художествени паметници на културата с национално значение, а една – с местно. Има 72 параклиса, като 14 от тях са декларирани за архитектурни паметници на културата с местно значение, 2 джамии и 4 мечита.

## Транспорт
През общината преминават изцяло или частично 2 пътя от Републиканската пътна мрежа на България с обща дължина 34,4 km:
- участък от 30,8 km от Републикански път II-86 (от km 55,1 до km 85,9);
- целият участък от 3,6 km от Републикански път III-8612.

## Топографска карта
- Лист от карта K-35-74. Мащаб: 1 : 100 000.